# Светослав Нахум
Светослав Нахум — сучасний болгарський письменник, публіцист, перекладач.

## Життєпис
Народився 24 грудня 1970 року в Софії. Здобув філософську освіту в США. Пише прозу, есе, драматургію, критику. Автор повісті «Вовче виття» (1994), збірки оповідань «Упійманий Єдиноріг» (2007), «Втеча із Криму» (2019), романів «Raptus» (три видання — 2009, 2014, 2015), «Доктринер» (2015). Твори перекладені англійською, німецькою, французькою, іспанською, сербською, українською, російською, турецькою, китайською, угорською та ін. мовами. Оповідання неодноразово друкувалися в часописах Болгарії, Європи та США. Прес-секретар Болгарського ПЕН-клубу. Лауреат премії газети «Словото днес» за публіцистику (2014). Переможець у конкурсі на кращий сценарій серіалу «Домашній арешт» (bTV). Редактор часопису «Audience Magazine» (Н'ю-Йорк). Співпрацює з Міжнародною фундацією «Європейський форум» та часописом «Pegasus» (Німеччина). Роман «Raptus» перекладений англійською і опублікований в США (Hammer & Anvil Books, Las Vegas, 2013). У 2013 р. переміг у конкурсі есе, організованому польським рухом «Солідарність», і був нагороджений під час Зустрічі Нобелівських лауреатів миру у Варшаві. Асоційований член Американського ПЕН-клубу.
Оповідання «Втеча із Криму» у 2019 спричинило великий скандал у літературних і політичних колах Болгарії.
Один із авторів Дрогобицької Інтернет-газети «Майдан».

## Нагороди
Лауреат премії імені Пантелеймона Куліша (2020) за збірку оповідань «Втеча із Криму».